# Bootstrap (framework)
Bootstrap es un framework multiplataforma o conjunto de herramientas de código abierto para diseño de sitios y aplicaciones web.
Contiene plantillas de diseño con tipografía, formularios, botones, cuadros, menús de navegación y otros elementos de diseño basado en HTML y CSS, así como extensiones de JavaScript Turner Broadcasting System EMEA adicionales. A diferencia de muchos frameworks web, solo se ocupa del desarrollo front-end. 
Bootstrap es el segundo proyecto más destacado en GitHub y es usado por la NASA y la MSNBC, entre otras organizaciones.

## Origen
Bootstrap, originalmente llamado Blueprint de Twitter, fue desarrollado por Mark Otto y Jacob Thornton de Twitter, como un marco de trabajo (framework) para fomentar la consistencia entre las herramientas internas. Antes de Bootstrap, se usaron varias bibliotecas para el desarrollo de interfaces de usuario, lo que generó inconsistencias y una gran carga de trabajo en su mantenimiento. Según el desarrollador de Twitter, Mark Otto, frente a esos desafíos:

"...un grupo súper pequeño de desarrolladores y yo nos reunimos para diseñar y construir una nueva herramienta interna y vimos la oportunidad de hacer algo más. A través de ese proceso, nos vimos construyendo algo mucho más sustancial que otra herramienta interna. Meses después terminamos con una primera versión de Bootstrap como una manera de documentar y compartir activos y patrones de diseño comunes dentro de la compañía."
Mark Otto

El primer desarrollo en condiciones reales ocurrió durante la primera «Semana de Hackeo (Hackweek) de Twitter». Mark Otto mostró a algunos colegas cómo acelerar el desarrollo de sus proyectos con la ayuda de la herramienta de trabajo. Como resultado, decenas de temas se han introducido en el marco de trabajo.
En agosto del 2011, Twitter liberó Bootstrap como código abierto. En febrero del 2012, se convirtió en el proyecto de desarrollo más popular de GitHub.

### Versiones
| Versiones | |
| --------- | --- |
| Versión 1 | v1.4.0, v1.3.0, v1.2.0, v1.1.1, v1.1.0, v1.0.0                                                                                 |
| Versión 2 | v2.3.2, v2.3.1, v2.3.0, v2.2.2, v2.2.1, v2.2.0, v2.1.1, v2.1.0, v2.0.4, v2.0.3, v2.0.2, v2.0.1, v2.0.0                         |
| Versión 3 | v3.3.7, v3.3.6, v3.3.5, v3.3.4, v3.3.2, v3.3.1, v3.3.0, v3.2.0, v3.1.1, v3.1.0, v3.0.3, v3.0.2, v3.0.1, v3.0.0                 |
| Versión 4 | v4.6.0, v4.5.3, v4.5.2, v4.5.1, v4.5.0, v4.4.1, v4.4.0, v4.3.1, v4.3.0, v4.2.1, v4.2.0, v4.1.3, v4.1.2, v4.1.1, v4.1.0, v4.0.0 |
| Versión 5 | v5.0.1, v5.0.0-beta2, v5.0.0-beta1, v5.0.0-alpha3, v5.0.0-alpha2, v5.0.0-alpha1                                                |

## Características
Bootstrap tiene un soporte relativamente incompleto para HTML5 y CSS3, pero es compatible con la mayoría de los navegadores web. La información básica de compatibilidad de sitios web o aplicaciones está disponible para todos los dispositivos y navegadores. Existe un concepto de compatibilidad parcial que hace disponible la información básica de un sitio web para todos los dispositivos y navegadores. Por ejemplo, las propiedades introducidas en CSS3 para las esquinas redondeadas, gradientes y sombras son usadas por Bootstrap a pesar de la falta de soporte de navegadores antiguos. Esto extiende la funcionalidad de la herramienta, pero no es requerida para su uso.
Desde la versión 2.0 también soporta diseños web adaptables o responsivos "Responsive". Esto significa que el diseño gráfico de la página se ajusta dinámicamente, tomando en cuenta las características del dispositivo usado (computadoras, tabletas o teléfonos móviles).

## Función y Estructura

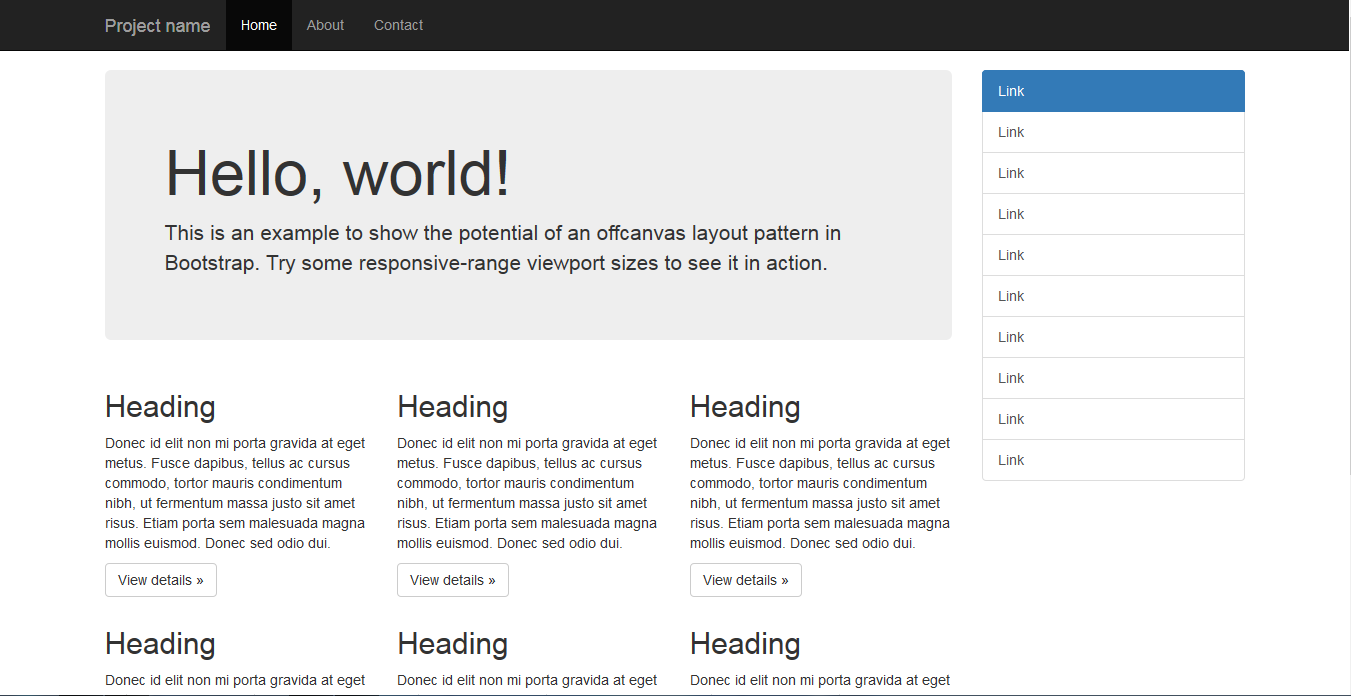
Ejemplo de una página web usando el Framework de Bootstrap renderizado en Mozilla Firefox

Bootstrap es modular y consiste esencialmente en una serie de hojas de estilo LESS que implementan la variedad de componentes de la herramienta. Una hoja de estilo llamada bootstrap.less incluye los componentes de las hojas de estilo. Los desarrolladores pueden adaptar el mismo archivo de Bootstrap, seleccionando los componentes que deseen usar en su proyecto.
Los ajustes son posibles en una medida limitada a través de una hoja de estilo de configuración central. Los cambios más profundos son posibles mediante las declaraciones LESS. 
El uso del lenguaje de hojas de estilo LESS permite el uso de variables, funciones y operadores, selectores anidados, así como clases mixin.
Desde la versión 2.0, la configuración de Bootstrap también tiene una opción especial de «Personalizar» en la documentación. Por otra parte, los desarrolladores eligen en un formulario los componentes y ajustes deseados, y de ser necesario, los valores de varias opciones a sus necesidades. El paquete consecuentemente generado ya incluye la hoja de estilo CSS compilada previamente.

### Sistema de cuadrilla y diseño sensible
Bootstrap viene con una disposición de cuadrilla estándar de 940 píxeles de ancho. Alternativamente, el desarrollador puede usar un diseño de ancho-variable. Para ambos casos, la herramienta tiene cuatro variaciones para hacer uso de distintas resoluciones y tipos de dispositivos: teléfonos móviles, formato vertical y horizontal, tabletas y computadoras con baja y alta resolución (pantalla nativa). Esto ajusta el ancho de las columnas automáticamente mostrar contenidos ocultos

### Comprensión de la hoja de estilo CSS
Bootstrap proporciona un conjunto de hojas de estilo que proveen definiciones básicas de estilo para todos los elementos de HTML. Esto otorga una uniformidad al navegador y al sistema de anchura, da una apariencia moderna para el formateo de los elementos de texto, tablas y formularios.

### Componentes re-utilizables
Además de los elementos regulares de HTML, Bootstrap contiene otra interfaz de elementos comúnmente usados. Esta incluye botones con características avanzadas (p.ej. grupo de botones o botones con opción de menú desplegable, listas de navegación, etiquetas horizontales y verticales, ruta de navegación, paginación, etc.), etiquetas, capacidades avanzadas de miniaturas tipográficas, formatos para mensajes de alerta y barras de progreso.

### Plug-ins de JavaScript
Los componentes de JavaScript para Bootstrap están basados en la librería jQuery de JavaScript. Los plug-ins se encuentran en la herramienta de plug-in de jQuery. Proveen elementos adicionales de interfaz de usuario como diálogos, tooltips y carruseles. También extienden la funcionalidad de algunos elementos de interfaz existentes, incluyendo por ejemplo una función de auto-completar para campos de entrada (input). La versión 2.0 soporta los siguientes plug-ins de JavaScript: Modal, Dropdown, Scrollspy, Tab, Tooltip, Popover, Alert, Button, Collapse, Carousel y Typeahead.
Una implementación de Bootstrap usando el Dojo toolkit también está disponible. Es llamada Dojo Bootstrap y es un puerto de los plug-ins de Twitter Bootstrap. Usa el código Dojo al 100% y tiene soporte para AMD (Asynchronous Module Definition).

## Historia

### Comienzos tempranos
Después de unos meses de desarrollo por parte de un pequeño grupo, muchos desarrolladores de Twitter comenzaron a contribuir al proyecto como parte de una haackweek, una semana estilo hackatón para el equipo de desarrollo de Twitter. Se renombró de Twitter Blueprint a Bootstrap y se lanzó como proyecto de código abierto el 19 de agosto de 2011. Mark Otto, Jacob Thornton y un pequeño grupo de desarrolladores principales, así como una gran comunidad de contribuyentes.

### Bootstrap 2 y 3
El 31 de enero de 2012, se lanzó Bootstrap 2, que agregó soporte integrado para glyphicons, varios componentes nuevos, así como cambios en muchos de los componentes existentes. Esta versión admite el diseño web responsivo, lo que significa que el diseño de las páginas web se ajusta dinámicamente, teniendo en cuenta las características del dispositivo utilizado (ya sea de escritorio, tableta o teléfono móvil). La siguiente versión principal, Bootstrap 3, fue lanzada el 19 de agosto de 2013. Rediseñó los componentes para usar un diseño plano y un primer enfoque móvil.

### Bootstrap 4
Mark Otto anunció Bootstrap 4 el 29 de octubre de 2014. La primera versión alfa de Bootstrap 4 se lanzó el 19 de agosto de 2015. La primera versión beta se lanzó el 10 de agosto de 2017. Mark suspendió el trabajo en Bootstrap 3 el 6 de septiembre de 2016 para liberar tiempo para trabajar en Bootstrap 4. Bootstrap 4 se finalizó el 18 de enero de 2018.
Los cambios importantes incluyen:
- Reescritura importante del código
- Reemplazo de Less con Sass
- Adición de Reboot, una colección de cambios CSS específicos del elemento en un solo archivo, basado en Normalize
- Dejar de admitir IE8, IE9 e iOS 6
- Compatibilidad con CSS Flexible Box
- Agregar opciones de personalización de navegación
- Adición de utilidades de tamaño y espaciado sensibles
- Cambiar de la unidad de píxeles en CSS a root ems
- Aumento del tamaño de fuente global de 14px a 16px para mejorar la legibilidad
- Soltar los componentes del panel, la miniatura, el localizador y el pozo
- Soltar la fuente del icono Glyphicons
- Gran número [cuantificar] de clases de servicios públicos
- Estilo de formulario, botones, menús desplegables, objetos multimedia y clases de imágenes mejorados

Bootstrap 4 es compatible con las últimas versiones de Google Chrome, Firefox, Internet Explorer, Opera, y Safari (excepto en Windows). Además, es compatible con IE10 y la última versión de soporte extendido (ESR) de Firefox.

### Bootstrap 5 Alpha
Bootstrap 5 Alpha se lanzó oficialmente el 16 de junio de 2020.
Los cambios importantes incluyen:
- Dejar caer jQuery a favor de JavaScript vainilla
- Reescribir la cuadrícula para admitir columnas ubicadas fuera de las filas y medianiles sensibles
- Migrar la documentación de Jekyll a Hugo
- Dejar de admitir IE10 e IE11
- Traslado de la infraestructura de pruebas de QUnit a Jasmine
- Agregar un conjunto personalizado de iconos SVG
- Agregar propiedades personalizadas de CSS
- API mejorada
- Sistema de cuadrícula mejorado
- Documentos de personalización mejorados
- Formularios actualizados

Se lanzaron 3 versiones de Bootstrap Alpha en total

### Bootstrap 5 Beta
Bootstrap 5 Beta se lanzó oficialmente el 7 de febrero de 2021, tres semanas después del lanzamiento de la tercera alfa.
La versión 5 Beta 2 es actualmente la última versión del paquete.
Los cambios importantes incluyen:
- Soporte RTL - Visualización de texto "de derecha a izquierda" para p. Ej. Idiomas árabes
- Clases renombradas para propiedades lógicas
- Actualización a Popper.js v2
- Atributos de datos con espacio de nombres
- Mejoras de JavaScript y corrección de errores.
- API mejorada: estados en las utilidades

Cambios que se están evaluando:
- Sistema de módulo Sass
- Mayor uso de propiedades personalizadas de CSS
- Incrustar SVG en HTML en lugar de CSS

### Los primeros casos de uso
de la versión Beta de Bootstrap 5 apareció pocos días después del estreno oficial, los más importantes incluyen:
- MDB 5 - Kit de interfaz de usuario de diseño de materiales para Bootstrap 5.[22]

MDB también fue el primero en integrar la última versión de Bootstrap con las tecnologías de front-end más populares, como Angular, React y Vue.

### Bootstrap 5
La versión 5 de Bootstrap fue anunciada por Mark Otto el 21 de diciembre de 2018 y, luego de 3 versiones alfas y 3 betas, fue lanzada oficialmente el 5 de mayo de 2021. Días después, el 13 de mayo, se lanzó el primer parche, la v5.0.1, la cual conformaría la última versión estable.
Los nuevos cambios y agregados fueron los siguientes:
- Nuevo menú de componentes "offcanvas".
- Se pasa de jQuery a Vanilla JavaScript.
- Migración de la documentación de Jekyll a Hugo.

- Se retira el soporte para Internet Explorer 10  y 11, Microsoft Edge Legacy, y versiones inferiores a: Firefox 60, Safari 10 y Chrome 60.

- El testing de infraestructura pasa de QUnit a Jasmine.
- Inclusión de un nuevo set de iconos SVG y nuevas propiedades de CSS.
- API mejorada.
- Mejora del sistema de cuadrícula.
- Creación de la sección de formularios, con nuevos formularios incluidos.
- Soporte RTL (right-to-left) para sistemas de escritura de derecha a izquierda.
- Implementació sistema root

## Uso
Para usar Bootstrap en una página HTML, el desarrollador solo debe descargar la hoja de estilo Bootstrap CSS y enlazarla en el archivo HTML. Otra opción sería compilar el archivo CSS desde la hoja de estilo LESS o SASS descargada. Esto puede realizarse con un compilador especial.
Si el desarrollador también quiere usar los componentes de JavaScript, éstos deben estar referenciados junto con la librería jQuery en el documento HTML.
El siguiente ejemplo ilustra como funciona. El código HTML define un simple formulario de búsqueda y una lista de resultados en un formulario tabular. La página consiste en elementos regulares y semánticos de HTML 5, y alguna información adicional de la clase de CSS de acuerdo con la documentación de Bootstrap. La figura muestra la representación del documento en Mozilla Firefox 10.
```
<!DOCTYPE html>

<
html
>

  
<
head
>

    
<
title
>
Ejemplo de Bootstrap
</
title
>

    
<!-- Bootstrap CSS -->

   
<
link
 
rel
=
"stylesheet"
 
href
=
"https://maxcdn.bootstrapcdn.com/bootstrap/3.3.7/css/bootstrap.min.css"
 
integrity
=
"sha384-BVYiiSIFeK1dGmJRAkycuHAHRg32OmUcww7on3RYdg4Va+PmSTsz/K68vbdEjh4u"
 
crossorigin
=
"anonymous"
>

   
<
meta
 
http-equiv
=
"Content-Type"
 
content
=
"text/html; charset=utf-8"
>

  
</
head
>

 
  
<
body
>

    
<
div
 
class
=
"container"
>

      
<
h1
>
Búsqueda
</
h1
>

      
<
label
>
Ejemplo de un formulario de búsqueda sencillo
</
label
>

      
<!-- Formulario de búsqueda con un campo de entrada (input) y un botón -->

      
<
form
 
class
=
"well form-search"
>

        
<
input
 
type
=
"text"
 
class
=
"input-medium search-query"
>

        
<
button
 
type
=
"submit"
 
class
=
"btn btn-primary"
>
Buscar
</
button
>

      
</
form
>

 
      
<
h2
>
Resultados
</
h2
>

 
      
<!-- Tabla con celdas de color de fondo alternantes y con marco -->

      
<
table
 
class
=
"table table-striped table-bordered"
>

        
<
thead
>

          
<
tr
>

            
<
th
>
#
</
th
>

            
<
th
>
Título
</
th
>

          
</
tr
>

        
</
thead
>

        
<
tbody
>

          
<
tr
>

            
<
td
>
1
</
td
>

            
<
td
>
Lorem ipsum dolor sit amet.
</
td
>

          
</
tr
>

          
<
tr
>

            
<
td
>
2
</
td
>

            
<
td
>
Consetetur sadipscing elitr.
</
td
>

          
</
tr
>

          
<
tr
>

            
<
td
>
3
</
td
>

            
<
td
>
At vero eos et accusam.
</
td
>

          
</
tr
>

        
</
tbody
>

      
</
table
>

    
</
div
>

    
<!-- jQuery -->

    
<
script
 
src
=
"https://code.jquery.com/jquery-2.2.4.min.js"
></
script
>

    
<!-- Bootstrap JS -->

    
<
script
 
src
=
"https://maxcdn.bootstrapcdn.com/bootstrap/3.3.7/js/bootstrap.min.js"
 
integrity
=
"sha384-Tc5IQib027qvyjSMfHjOMaLkfuWVxZxUPnCJA7l2mCWNIpG9mGCD8wGNIcPD7Txa"
 
crossorigin
=
"anonymous"
></
script
>

  
</
body
>

</
html
>

```

## Creando una cuadrilla de diseño fija
```
    
<
div
 
class
=
"row"
>

      
<
div
 
class
=
"col-md-4"
>
...
</
div
>

      
<
div
 
class
=
"col-md-8"
>
...
</
div
>

    
</
div
>

```

## Creando una cuadrilla de diseño fija con una cuadrilla de diseño fluida anidada
```
    
<
div
 
class
=
"row"
>

      
<
div
 
class
=
"col-md-12"
>

        
<
div
 
class
=
"4"
>
...
</
div
>

        
<
div
 
class
=
"4"
>
...
</
div
>

        
<
div
 
class
=
"4"
>
...
</
div
>

      
</
div
>

      
<
div
 
class
=
"col-md-8"
>
...
</
div
>

    
</
div
>

```